# Тимофеев, Анатолий Борисович
Анатолий Борисович Тимофеев (род. 17 апреля 1946, Куйбышев, СССР) — советский футболист, защитник; российский тренер.

## Карьера
Воспитанник юношеской команды «Салют» Куйбышев. В 1965—1968 годах играл в классе «Б» за местный «Металлург». В 1969 году провёл 24 игры в первой группе класса «А» в составе «Крылья Советов», следующие два года провёл в команде, играя классом ниже. В 1971—1973 годах играл во второй лиге за СКА (Хабаровск), затем — в первой лиге за «Крылья Советов» (1974) и «Звезду» Пермь (1977).
Закончил Ленинградский институт имени Лесгафта. Работал тренером в ДЮСШ ГОРОНО Куйбышева, в пермских «Звезде», СК «Локомотив», СДЮШОР «Амкар». В 1994—1996 — главный тренер «Динамо» Пермь. В 2004—2007 — тренер и главный тренер дублирующего состава «Амкара».

## Семья
- Мать — Тимофеева Любовь Дмитриевна, род. 8 декабря 1923 года, умерла 21 ноября 2015 в Самаре.
- Отец — Тимофеев Борис Иванович, род. 1 июня 1910 года, умер в 1986 году.
- Дети — сын Анатолий, род. 19 апреля 1969 года в гор. Куйбышев, дочь Юлия, род. 28 августа 1976 года в Куйбышеве.
- Сестра — Тамара Борисовна, род. 4 июня 1949 года в Куйбышеве.